# نشاطية متراخية

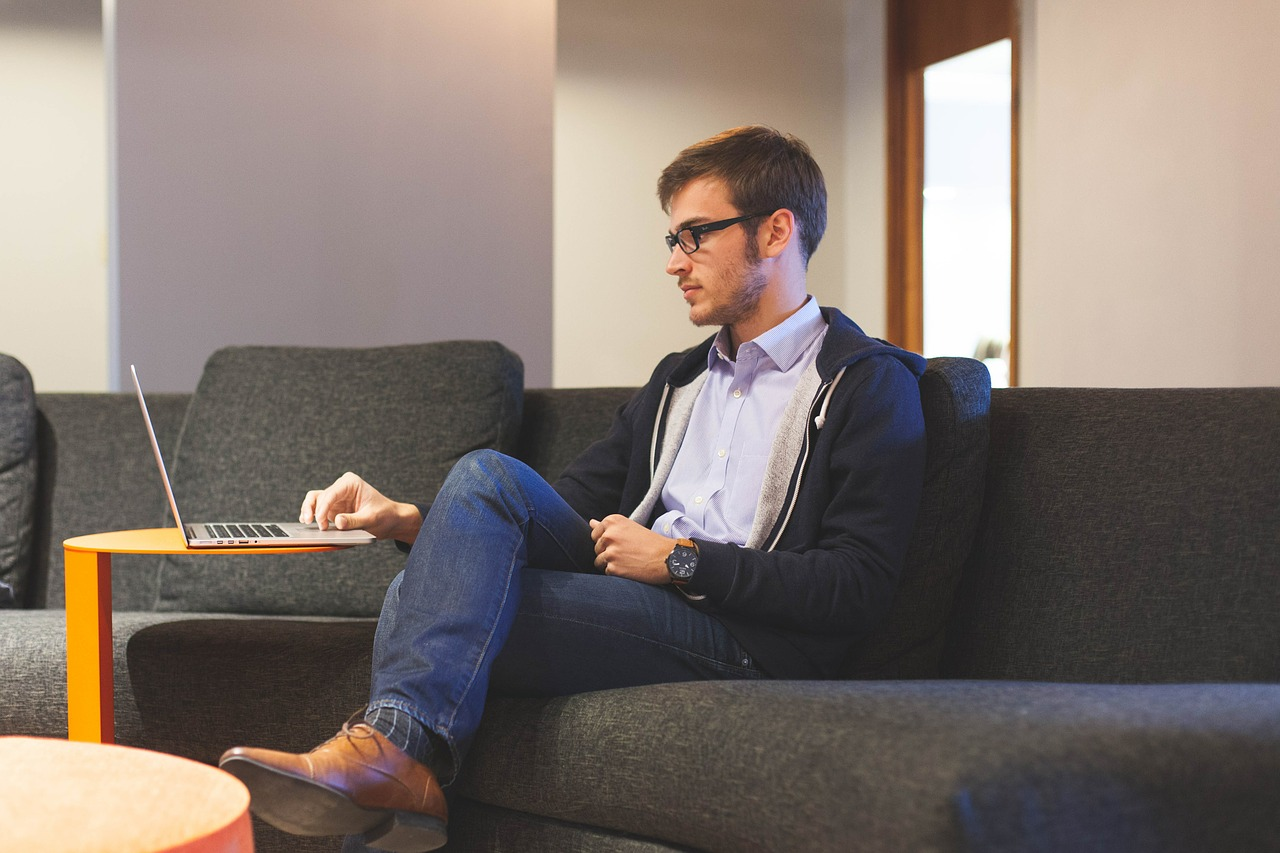
نشاط الأريكة هو نشاط يمكن القيام به من الأريكة في المنزل

النشاطية المتراخية (بالإنجليزية: Slacktivism)‏ هو ممارسة لدعم قضية سياسية أو اجتماعية بوسائل مثل وسائل التواصل الاجتماعي أو العرائض الإلكترونية، والتي تتميز بأنها تنطوي على القليل من الجهد أو الالتزام. وليس لهذا الفعل أثر يُذكر سوى جعل الشخص الذي يقوم به يشعر بالارتياح إزاء مساهمته. الافتراضات الأساسية التي يروج لها المصطلح هي أن هذه الجهود منخفضة التكلفة غير فعالة، وتحل محل الإجراءات الأكثر جوهرية بدلًا من تكملتها. وجد التحقيق التجريبي أن هذه الافتراضات غير صحيحة. يختلف الاعتقاد بأن النشاطية المتراخية فعالة عبر المجموعات المختلفة، ويتوقف دعم النشاطية المتراخية على ما يعتبره الناس نشاطًا ناجحًا.
دمجت العديد من مواقع الويب ومنصات الأخبار مواقع التواصل الاجتماعي مثل فيسبوك وتويتر في واجهتها، مما يسمح للأشخاص بسهولة «الإعجاب» أو «المشاركة» أو «التغريد» حول شيء مثير للاهتمام شاهدوه على الإنترنت. وبإمكان الناس الآن أن يعربوا عن قلقهم إزاء القضايا الاجتماعية أو السياسية بنقرة فأرة، مما يثير تساؤلًا عما يجري إنجازه بالفعل من خلال هذه «الإعجابات» عندما يتطلب الأمر القليل جدًا من التفكير أو الجهد.
تنطوي النشاطية المتراخية على توقيع عرائض إلكترونية، والانضمام إلى منظمة مجتمعية دون المساهمة في جهود المنظمة، ونسخ ولصق حالات أو رسائل الشبكات الاجتماعية (مثلما هو الحال في «نشاط الهاشتاغ») أو تغيير البيانات الشخصية أو الصورة الرمزية على خدمات الشبكات الاجتماعية. بدأت الأبحاث في استكشاف العلاقة بين المفهوم والنشاطية الحديثة/الدعوة، إذ تستخدم المجموعات بشكل متزايد وسائل التواصل الاجتماعي لتسهيل المشاركة المدنية والعمل الجماعي.

## استخدام المصطلح
صاغ المصطلح دوايت أوزارد وفريد كلارك في عام 1995 في مهرجان كورنرستون. وكان المقصود من هذا المصطلح (Slacktivism) اختصارًا لجملة (slacker activism)، والتي تشير إلى الأنشطة التي يقوم بها الشباب من القاعدة إلى القمة من أجل التأثير على المجتمع على نطاق صغير وشخصي (مثل زراعة شجرة، بدلًا من المشاركة في الاحتجاج). كان للمصطلح في الأصل دلالة إيجابية.
كان مونتي فان، كاتب في فريق نيوزداي، من أوائل المستخدمين لهذا المصطلح في مقالته عام 2001 بعنوان «على شبكة الإنترنت، (النشاطية المتراخية)/تغمر الصناديق بفاعلي الخير».
ظهر مثال مبكر على استخدام مصطلح « النشاطية المتراخية» في مقالة بارنابي فيدر في صحيفة نيويورك تايمز بعنوان «لم يكونوا حذرين مما كانوا يأملون». نقل فيدر عن باربرا ميكلسون الصليبية المناهضة للاحتيال من سنوبس.كوم، التي وصفت أنشطة مثل تلك المذكورة أعلاه. «كل هذا تغذيه النشاطية المتراخية... رغبة الناس في فعل شيء جيد دون النهوض من مقاعدهم».
ظهر مثال آخر لمصطلح « النشاطية المتراخية» في كتاب لإيفهني موروزوف بعنوان الوهم الشبكي: الجانب المظلم لحرية الإنترنت. في الكتاب، يربط موروزوف النشاطية المتراخية بتجربة كولين يورانسن. في عام 2009، أنشأ عالم نفس دنماركي يدعى أناس كولين يورانسن مجموعة وهمية على فيسبوك كجزء من بحثه. نشر على الصفحة إعلانًا يشير إلى أن سلطات مدينة كوبنهاغن ستهدم نافورة ستورك التاريخية. في اليوم الأول، انضم 125 عضوًا على فيسبوك إلى مجموعة كولين يورانسن. بدأ عدد المعجبين بالنمو بمعدل مذهل، ووصل في النهاية إلى 27,500. يجادل موروزوف أن تجربة كولين يورانسن تكشف عن عنصر أساسي من عناصر النشاطية المتراخية: «عندما تكون تكاليف الاتصالات منخفضة، فإن الجماعات من الممكن أن تتدفق بسهولة إلى العمل». وصف كلي شيركي مبدأ النشاطية المتراخية بأنه «تكوين جماعي سهل يبعث على السخرية».

## انتقاد النشاطية المتراخية
يعرب مختلف الناس والمجموعات عن شكوكهم بشأن قيمة النشاطية المتراخية وفعاليته. وعلى وجه الخصوص، يزعم بعض المتشككين أن هذا الأمر ينطوي على افتراض أساسي مفاده أن كل المشاكل يمكن حلها بسلاسة باستخدام وسائل التواصل الاجتماعي، وبينما قد يكون هذا صحيحًا بالنسبة للقضايا المحلية، فإن النشاطية المتراخية قد تثبت عدم فعاليتها في حل المشاكل العالمية. تساءل موروزوف في مقال نشر في الإذاعة الوطنية العامة عام 2009 عما إذا كانت «مكاسب الدعاية المكتسبة من خلال هذا الاعتماد الأكبر على وسائل الإعلام الجديدة تستحق الخسائر التنظيمية التي من المحتمل أن تتعرض لها الكيانات الناشطة التقليدية، إذ سيبدأ الناس العاديون في الابتعاد عن الأشكال التقليدية (والمثبتة) للنشاط».
كثيرًا ما ينطوي انتقاد النشاطية المتراخية على فكرة مفادها أن أنشطة الإنترنت غير فعالة و/أو أنها تمنع أو تقلل من المشاركة السياسية في الحياة الواقعية. ومع ذلك، نظرًا لأن العديد من الدراسات حول النشاطية المتراخية تتعلق فقط بحالة أو حملة معينة، فمن الصعب العثور على نسبة مئوية دقيقة من إجراءات النشاطية المتراخية التي تصل إلى هدف محدد. علاوة على ذلك، تركز العديد من الدراسات أيضًا على مثل هذا النشاط في سياقات ديمقراطية أو مفتوحة، في حين أن فعل الإعجاب العام أو الرد على الدعوة أو تبني صورة أو شعار كصورة ملف شخصي يمكن أن يكون تحديًا في البلدان الاستبدادية أو القمعية.
جادل مايكا وايت أنه على الرغم من أن النشاطية المتراخية عادة ما يكون أسهل طريق للمشاركة في الحركات والتغيرات، لكن بدعة النشاط على الإنترنت بدأت تتلاشى عندما بدأ الناس يدركون أن مشاركتهم لم تخلق أي تأثير تقريبًا، ما دفع الناس إلى فقدان الأمل في جميع أشكال النشاطية.
انتقد مالكولم جلادويل، في مقال نشره في مجلة النيويوركر في أكتوبر 2010، أولئك الذين يقارنون «ثورات» وسائل التواصل الاجتماعي بالنشاط الفعلي الذي يتحدى الوضع السابق. وجادل بأن حملات وسائل التواصل الاجتماعي اليوم لا يمكن مقارنتها بالنشاط الذي يحدث على الأرض، باستخدام اعتصامات غرينزبورو كمثال لما يبدو عليه النشاط الحقيقي الذي ينطوي على مخاطرة كبيرة.
وجدت دراسة أجريت عام 2011 على طلاب الجامعات وجود علاقة إيجابية صغيرة فقط بين أولئك الذين يشاركون عبر الإنترنت في السياسة على فيسبوك مع أولئك الذين بمعزل عنه. أولئك الذين شاركوا فعلوا ذلك فقط من خلال نشر التعليقات وغيرها من أشكال المشاركة السياسية الضعيفة، ما ساعد على تأكيد النموذج النظري للنشاطية المتراخية.
حللت مجلة نيو ستيتسمان نتائج عشرة عرائض إلكترونية وكانت هذه العرائض من أكثر العرائض مشاركةً وأدرجتها على أنها فاشلة.
يجادل برايان دونينغ، في بودكاست عام 2014 بعنوان النشاطية المتراخية: زيادة الوعي، بأن أنشطة الإنترنت المرتبطة بالنشاطية المتراخية، هي مضيعة للوقت في أفضل حالاتها وفي أسوأ حالاتها هي طرق «لسرقة ملايين الدولارات من النشطاء المقعدين الذين أقنِعوا بالتبرع بالمال الفعلي لما يقال لهم أنه سبب مفيد». وقال إن معظم حملات النشاطية المتراخية «تستند إلى معلومات سيئة، وعلم سيئ، وهي خدع في كثير من الأحيان».
استخدم حملة كوني 2012 كمثال على كيفية استخدام النشاطية المتراخية كوسيلة لاستغلال الآخرين. طلب الفيلم من المشاهدين إرسال الأموال إلى صانعي الأفلام بدلُا من تطبيق القانون الأفريقي. بعد أربعة أشهر من إطلاق الفيلم، أفادت منظمة انفزبيل تشلدرين، المؤسسة الخيرية التي صنعت الفيلم، أنها حصلت على 31.9 مليون دولار من إجمالي الإيرادات. لم يستخدم المال في النهاية لإيقاف كوني، بل لصنع فيلم آخر حول إيقاف كوني. يذهب دونينغ إلى حد القول إن رفع الوعي حول كوني لم يكن مفيدًا حتى، لأن مجموعات إنفاذ القانون كانت تلاحقه لسنوات.
لكن دونينغ صرح أن النشاطية المتراخية في يومنا أكثر اعتدالًا بشكل عام. استشهد بموقع تشنج. أو آر جي كمثال. الموقع مليء بمئات الآلاف من العرائض الإلكترونية. قد يشعر الشخص الذي يوقع على إحدى هذه العرائض عبر الإنترنت بالرضا عن نفسه، لكن هذه العرائض عمومًا ليست ملزمة ولا تؤدي إلى أي تغيير كبير. يقترح دونينغ أنه قبل التبرع، أو حتى «الإعجاب»، يجب على المرء أن يبحث في القضية والمنظمة للتأكد من أنها لا تبالغ في الأمر أو تخطئ بشأنه أو تسيئ نسبه.
مثال على حملة ضد النشاطية المتراخية هو سلسلة الإعلانات «الإعجاب لا يساعد» التي أنشأتها شركة الإعلانات الدولية بابليسيس سنغافورة لمنظمة الإغاثة، إغاثة الأزمات في سنغافورة. تعرض هذه الحملة صورًا لأشخاص مكافحين أو محتاجين، محاطة بالعديد من الأشخاص الذين يشيرون بإبهامهم مع تسمية توضيحية تقول «الإعجاب لا يساعد». على الرغم من أن الحملة كانت تفتقر إلى المكونات الحاسمة التي من شأنها أن تولد النجاح، لكنها جعلت المشاهدين يتوقفون ويفكرون في عاداتهم النشطة ويشككون في التأثير الذي تخلفه النشاطية المتراخية حقًا.